# Otomys irroratus
Otomys irroratus är en däggdjursart som först beskrevs av Brants 1827.  Otomys irroratus ingår i släktet egentliga öronråttor och familjen råttdjur. Inga underarter finns listade i Catalogue of Life.

## Utseende
Arten når en kroppslängd av 23 till 30,3 cm, inklusive en 8 till 12 cm lång svans och vikten är 102 till 206 g. På ovansidan förekommer grå päls som blir ljusare fram mot undersidan. Olika kroppsdelar kan ha en ljusbrun skugga. Svansen är uppdelad i en mörkbrun ovansida och en ljusbrun undersida. Otomys irroratus har inga ljusbruna ringar kring ögonen vad som skiljer den från Otomys angoniensis. Dessutom kännetecknas huvudet av stora avrundade öron som inte är nakna. Vid bakfötterna förekommer fem tår men de yttersta är små. På honornas buk ligger fyra spenar. Den genetiska variationen är ganska stor med 23 till 32 kromosompar.

## Utbredning och habitat
Denna gnagare förekommer i Sydafrika, Lesotho och Swaziland. En avskild population finns i östra Zimbabwe. Arten lever i låglandet och i låga bergstrakter upp till 900 meter över havet. Habitatet utgörs av torra eller fuktiga gräsmarker samt av trädodlingar.

## Ekologi
Individerna kan vara aktiva under alla dagtider. De vilar i bon av växtdelar som liknar ett tefat i formen. Arten gömmer sig även i underjordiska bon som skapades av andra djur. Det finns ensam levande exemplar, par och mindre flockar. Individer av hankön etablerar i flockar en hierarki. Otomys irroratus skapar stigar genom att trampa ner växtligheten eller genom att bita av grässtrån. Födan utgörs av gräs, frön, örter, bark och andra växtdelar. Arten är dessutom koprofag.
Honor kan ha upp till sju kullar mellan augusti och maj. Dräktigheten varar cirka 40 dagar och sedan föds upp till fyra ungar. Ungarna suger sig fast vid en spene och diar sin mor upp till två veckor. Honan rör sig under tiden med ungarna fäst på buken. Enstaka honor blir könsmogna efter 4 veckor och de flesta efter 9 till 10 veckor. Hannar blir efter 8 till 13 veckor könsmogna. Ett fåtal exemplar lever två år.
Otomys irroratus har olika naturliga fiender som ormar, tornuggla och afrikansk gräsuggla.

## Otomys irroratusoch människor
Denna gnagare betraktas av bönder som skadedjur på odlade växter. Det finns inga anmärkningsvärda hot för arten. IUCN kategoriserar arten globalt som livskraftig.